# ガングレイヴ
『ガングレイヴ』（GUNGRAVE）は、2002年7月18日にレッド・エンタテインメントからPlayStation 2用ソフトとして発売されたガンアクションゲームである。

## 概要
キャラクターデザイン及び原作を内藤泰弘、メカデザインの原案に藤島康介、デザインイラストに松原秀典がそれぞれ参加している。
2003年 - 2004年には同名のテレビアニメが放送された。同年3月4日には続編の『ガングレイヴO.D.』が発売された。『O.D.』の意味は過剰服薬を意味する「Over Dose」であり、海外では『Gungrave: Overdose』のタイトルで発売されている。
2006年9月21日にアイディアファクトリーから発売されたクロスオーバー作品『カオスウォーズ』には、登場キャラクター7人が参戦している。
2010年7月2日、AnimeExpo2010で実写映画化及び書籍化の告知をしたことが、同年8月9日レッド・エンタテイメントから発表されたものの、2021年現在に至るまで続報はない。
2017年12月14日にはPlayStation 4用ソフトとしてPlayStation VR対応の新作『ガングレイヴVR』が配信開始された。同時に『ガングレイヴG.O.R.E』の製作も発表されている。
2018年8月23日には『ガングレイヴVR』と、その続きを描いた『ガングレイヴVR U.N』を同時収録した『ガングレイヴVR コンプリートエディション』が発売。
同年9月10日には『ガングレイヴG.O.R.E』がPlayStation 4用ソフトとして2019年冬発売予定であると発表された。2019年12月9日に2020年への延期が発表されたが、その後も音沙汰が無く、2021年6月にはKoch Mediaから2022年発売予定と発表され、その後、対応機種がPlayStation 4、PlayStation 5と発表された。また、2022年8月26日に発売日が決定し対応機種もXbox One、Xbox Series X/S、PC（Steam）が加わった。最終的には予定された通り発売日である2022年11月22日に発売された。2023年1月11日には、Nintendo Switchで新要素「カートゥーンモード」などを加え『ガングレイヴ G.O.R.E  Ultimate Enhanced Edition』として発売された。

## 登場人物

### 主要人物
ビヨンド・ザ・グレイヴ / ブランドン・ヒート
声 - 関智一
本作の主人公で、ミレニオンに狙われていたミカを守るために13年の眠りから目覚めた死人。
ネクロライズ（死者蘇生術）を受けており、加えて屈強な肉体と不死身とも言える再生能力を持ち「死神」の異名を持つ。しかしその代償として記憶と感情を失っており、一切言葉を発しない。一方で、感情が無いにも関わらず「見栄ポーズ」を本気で格好いいと思っているなど、どこかコミカルな所もある。死人兵士の特性上、定期的に全身の血液を全て交換しなければならない。大型の二丁拳銃ケルベロスと様々な武装を搭載した棺桶を振り回し、まるで重戦車のようにパワフルに戦う。また、ケルベロスを用いてガンスピンを行う仕草をしばしば見せる。
ビヨンド・ザ・グレイヴは通り名で、本名はブランドン・ヒート。生前はミレニオンに所属しており、凄腕の殺し屋だった。生前を知る者からはブランドン、舎弟関係の文治からは「兄貴」と呼ばれる。寡黙で無口だが非常に仲間思いの優しい性格で、仲間（ファミリー）を思う気持ちは誰よりも強い。ミカの母親であるマリアとは両想いの関係だったが、彼女の幸せを願って自ら身を引いた。ハリー・マクドゥエルとは子供のころ孤児院で知り合って以来の親友同士であり、ハリーを頂点に立たせると言う目標とミレニオンの為に尽力していた。ハリーの裏切りに気付きつつも彼を信じたいと言う思いから協力していたが、ビッグダディを殺して組織を奪おうという誘いを拒んだ為に「自分よりもビッグダディを選んだ」と激昂したハリーに射殺された。しかし生前、死後にネクロライズを施す事をDr.トキオカに依頼しており、その望み通り死人兵士として蘇った。その際に「墓場を超えてきた男」としてビヨンド・ザ・グレイヴの名を与えられる。無印の終盤、僅かながらブランドンだった頃の記憶と感情を取り戻す。ミレニオンの因縁に決着を付けた後はミカと共に旅立ち、物語は『O.D.』へと続いていく。
アニメ版では死人になる前の過去エピソードが描かれ、原作のゲーム版と違って口数は少ないながらも喋ることがあり、感情も完全には失っていない。死人兵士になった後もミカに対しての優しさを見せ、敵対する嘗ての仲間にも非情になりきれない繊細さを覗かせた。Dr.Tの死後はメンテナンスを受けられなくなった事で肉体が硬化を始める。四天王打倒後は青春を過ごしたスラム街にて、追われる身となったハリーと対峙。ハリーの豪語する野心を「裏切り」と一蹴しつつもミレニオンの追手を切り抜ける為に共に力尽きるまで戦い抜き、最期は嘗ての自由な時間に還る為にハリーと互いに銃を向け合うが、その生死は明確には描写されていない。
『O.D.』ではミカの運転する大型トレイラー（アニメ版でDr.Tが使用していたもの）を拠点としている。ミレニオンとの戦いの後、時期は不明だが再び眠りに就いていた。しかしミカのピンチに際して目覚め、新たな戦いに身を投じる事となる。記憶と感情を僅かに取り戻しているだけあり、アニメ版のようにミカの頭に優しく手を置くと言った様子も見せる（しかし前作から既に三年経過しており、ミカには「私、もう17になったのよ」と苦笑いされた）。交換の際に使用している血液は、実はミカが自身の血液を定期的に採血した物を使用しているが、『O.D.』の最初に交換してからあまり時間を置かずに、ファンゴラムのセンターヘッドの直撃を受け瀕死の状態となり、血液のストックが足りなくなってしまう。ダメージを受けた細胞組織が修復を完了する前に血液が足りなくなる危険性があったが、グレイヴ自身の意志力にて克服し復活した。その際、RBに「あんたこそ最強の死人だ」と言われている。エンディングではオーグマン化しかけたミカに「カウンターシード」を投与し、その際に「生きてくれ。ミカ」と一言だけ言葉を発した。その後はまた目覚める時に備え、眠りに就く。
『VR』ではミカの呼び掛けに応え、三度目の覚醒を果たす。
『G.O.R.E』ではシード生成工場を片っ端から破壊したことで、シードハンターとして伝説的存在となっている。シードとそれを悪用する犯罪組織「レイブンクラン」の撲滅のため、ミカと共にその本拠地のあるスカムランドに上陸する。
浅葱 ミカ（あさぎ ミカ）
声 - 川上とも子（初代、O.D.） / 佐久間紅美（アニメ、VR、G.O.R.E）
本作のヒロインで、ビッグダディと浅葱マリアの娘。14歳。かつてはマリアと執事のトキオカと共に平穏な生活を過していたが、ミレニオンの襲撃に遭い生活が一変する。マリアより託されたケルベロスをグレイヴに渡すため、必死の逃亡劇の末にDr.Tのアジトまで辿り着く。最初は何も知らない無力な子供だったが、やがてビッグダディの後継者として成長していく。その心の芯は強く、決して折れることはない。『カオスウォーズ』を含めてゲーム作品では一貫して川上とも子が声を担当していたが、2011年に川上が死去した関係で『VR』からはアニメ版で担当していた佐久間紅美が演じている。
アニメ版では明るい性格を見せ、グレイヴに対しても好意を覗かせる。肉体に限界が迫ったグレイヴを止めようとするも止められず、最後の戦いの舞台となったスラム街でミカがグレイヴの元に辿り着いた所でアニメ版の物語は終わる。
『O.D.』では17歳になり、心身ともに大きく成長して大型トレイラーを運転し、グレイヴのサポート役を務める。シードの原液を注射されてオーグマン化しかけるが、グレイヴに試作品の「カウンターシード」を投与され完全にオーグマンになることはなかった。しかし後に登場する『カオスウォーズ』にて、完全に消滅したわけではなく、「シード」と共存している状態になっている事が明かされる。戦いの後は屍とRBに別れを告げ、三度眠りに就いたグレイヴと共に旅立つ。物語当初、頭頂部の生え際の部分が黒くなっている部分が『O.D.』ではさらに伸びており、定期的に染めている事がわかる。
『VR』では前作から数年が経過しているが、「シード」の影響によって老化が遅れており、外見が17歳の頃から殆ど変化していない。また、強い感情の変化によってシードが表面化することがある。前回の戦い以後、眠りに就いたグレイヴの傍らで平穏に暮らしていたが、サウスシティーで発生したシード感染者による惨劇を止める為、三度グレイヴを目覚めさせる。インターミッション画面では、従来以上にグレイヴへの好意的な態度を見せ、同じく佐久間が演じていたアニメ版に近い性格になっている。
『G.O.R.E』ではある事件で大怪我を負い、外見が大きく変化している。シード破壊のための組織「エル·アルカンヘル」を率いていおり、組織の象徴的存在となっている。

### ガングレイヴの人物
ハリー・マクドゥエル
声 - 磯部勉（青年期 - 浜田賢二）
ブラッディ・ハリーとも呼ばれるミレニオンのボス。そのカリスマ性と頭脳によりミレニオンの頂点に君臨し、直属の部下として四天王を従えている。現在は町の各所にオーグマン部隊を配備し、ミレニオンビルを中心に支配地域を着実に広げていた。しかし、先代のボスであるビッグダディの忘れ形見であるミカの抹殺の過程で現れたビヨンド・ザ・グレイヴ、すなわちブランドン・ヒートの存在によって彼の牙城は崩壊していく。
ブランドンとはかつて共に上へ上がろうとした戦友だが、考えの違いから対立して決定的な亀裂を生み、自らの手で殺す。その後は強引なやり方でビッグダディからボスの座を奪い、ミレニオンを掌握してからはビッグダディに関連する人物を全て抹殺しようとする。ミレニオンビルの最上部でグレイヴを待ち受けており、オーグマン化させたビッグダディとエイリアンヘッドを倒された後は「やれよ。今度はお前の番だ」とグレイヴに告げて射殺される。
アニメ版ではミレニオンに入る前は町のチンピラで、親友のブランドンたちと自由気ままな日々を過ごしていたが、とある事件でブランドン以外の仲間を失い、その際に遭遇したランディにミレニオン入りを志願する。当初は「自由」を愛する仲間想いの青年だったが、仲間を失ってミレニオン入りを決意してからは権力に固執するようになり、「好きなだけ奪い、好きなだけ与えられる」事を真の自由と認識し、それを得る為に手段を選ばなくなっていく。それ故、その頭脳とカリスマ性で組織から信頼と力を得るが、その裏では組織を裏切りボスの座を狙っており、ライトニングとの一件の後、密かにネクロライズ計画を水面下で推進していた。なお、「シード」や「オーグマン」は異星文明との接触によって得た設定だが、アニメ版ではネクロライズ計画の延長から得た技術となっている。ベア・ウォーケンの娘で後の婚約者であるシェリーには、最初は打算から近付いたが、最終的には本物の愛情が芽生えていた。四天王が倒された後は反目する幹部のクーデターにより組織を追われ、切り札だったオーグマンはおろか、最愛の妻シェリーまで失い、これまでの暴挙の報いとばかりに全てを奪われた末に青春を過ごしたスラムへと逃げ延びる。そこでグレイヴと遭遇し、追手を切り抜ける為に共闘するも最後は致命傷を負う。同時にグレイヴの真意を知った事で慟哭し、嘗て過ごした自由な時間に還る為に互いに銃を向け合う。
ボブ・パウンドマックス
声 - 茶風林
ミレニオン四天王の一人。親友のリーと共にハリーに仕える。いつも食べ物を口にしており、好物はフライドチキン。普段の食事はもちろん、仕事中や四天王同士の会議中でもフライドチキンを頬張っている。元は細身の青年であったが、大食によって年々肥満が悪化、コレステロールの過剰摂取により死の危機に瀕していたが、スペリオールへの改造を受け九死に一生を得た。独自の情報網を利用した調査力があり、地獄耳とも言われる。スペリオール化では腹部がより肥大化し、いくつものプロペラで飛行する。
アニメ版ではプロペラが一つしか無く、ファイナルデモリッションショットではデス・ホーラーから放たれる四発のミサイルで倒される。
バラッドバード・リー
声 - 小野坂昌也（ゲーム） / 子安武人（アニメ）
ミレニオン四天王の一人。組織に入ったばかりのハリーと知り合い、仲間となる。殺人術の使い手で冷酷な性格をしており、常に目を瞑ったような笑顔を浮かべている。服の中に隠し武器を仕込んでおり、格闘技も得意。父親は政治家ですでに故人。そのため、政財界への伝手が沢山ある。実は別勢力（アニメ版ではライトニング）のスパイだったが、ハリーのカリスマ性に魅せられ忠実な部下となる。親友のボブの命を救うため、自らスペリオール技術の実験体となった。ボブの死後は更なる狂気に憑りつかれ、Dr.Tを殺害して（アニメ版ではウィッジとゲーリー）ミカを拉致し、グレイヴを地下鉄に誘き出す。なお、四天王の中ではゲームとアニメでのオーグマン形態が特に大きく異なる。
アニメ版ではグレイヴ達の乗る電車をオーグマン形態で追撃するも、Dr.Tが用意した対スペリオール用特殊弾を喰らって死亡した。ゲームではミカを電車から放り投げた後に外でグレイヴと対決する（電車から投げ出されたミカは文治に助けられた）。尚、リー戦でファイナルデモリッションショットを使うと、デス・ホーラーをバイクのように回転させながら全周囲に銃撃する技をリー一体の為に放つと言う珍妙なムービーが入る。
ベア・ウォーケン
声 - 大友龍三郎
ミレニオン四天王の一人。ビッグダディの忠臣で、ブランドンにとっては師匠と言える男。「オーバーキルズ」と言う精鋭部隊を従える。妻を早くから亡くし、男手一つで娘のシェリーを育ててきたため、娘のことをとても大切に思っている。好物は寿司。打算からシェリーに近づいてきたハリーを警戒するものの、彼に何かを感じ取り支援者となる。ビッグダディの死後も、ミレニオンを守るという意思からハリーの側近として組織に残った。刀を使った剣術を得意とし、その剣技はグレイヴの銃弾を真正面から斬り落とすほど。スペリオール化により無数の腕を操るようになる。日本文化を好み、侘び寂びの精神を大切にしている（但し、本作の舞台は地球ではない）。自身の道場にてグレイヴを待ち受けるが、道場の前に何故かいくつもの鳥居が立っていたり（アニメ版では無い）と、間違った日本観を覗かせる。また、わざわざ道場で待ち受けながら、変身と同時に道場を跡形も無く消し飛ばしている。ファイナルデモリッションショットではデス・ホーラーからロケットランチャーを撃たれ、直撃後に空が明るくなるほどの大爆発を起こす。
九頭 文治（くがしら ぶんじ）
声 - 立木文彦
ミレニオン四天王の一人。もとは「マッドネス文治」と呼ばれた一匹狼の殺し屋だったが、ブランドンの心意気に惚れ込み舎弟になり、ブランドンやハリーのことを「兄貴」と呼ぶ。彼の死後は自らの腕一本で四天王の座まで伸し上がり、ハリーの右腕として頭角を現す。無口で無愛想で無表情な男であり、ターゲットを家族諸共始末したり、自分の下に就いた部下を使えないという理由で殺すなど、四天王となった後はまさに冷酷非情の殺戮者であるが、心中ではブランドンに対するわだかまりが渦巻いている。ブランドンと同じく二丁の銃と素早い体捌きを駆使した戦法が得意。スペリオール化では外見こそ変化は無いが、グレイヴ以上の再生能力を得る。ファイナルデモリッションショットではデス・ホーラーの重機関銃によって蜂の巣にされるが、『O.D.』では再登場を果たし、『G.O.R.E』では何者かの手によって復活を遂げ、シナリオによってはプレイアブルキャラとして操作可能になる。
アニメ版では初の対決時には対死人兵士用の兵器でグレイヴを痛めつけるが、ミカを殺そうとした事に激怒したグレイヴに半殺しにされる。その後、ミレニオンを離れて零落れていたが、グレイヴと対等に戦う為に自らスペリオール化を志願。ミレニオンビルのロビーにてグレイヴと死闘を繰り広げた後に倒された。
ビッグダディ / 浅葱（あさぎ）
声 - 家弓家正
ミレニオンの創始者で初代ボス。世の中の安寧と調和を求め、絶えず続く抗争を治める基板として裏社会にミレニオンを興す。ブランドンとは彼がミレニオンに入ったばかりの頃に知り合い、マリアを通じて親交を深め、陰ながら見守り息子のように思っていた。下っ端にまで心配りを欠かさず、大概の組織員とは固い絆で結ばれている。ハリーの手により、組織の存在意義が変貌しつつあることに危機感を抱いていた。ブランドンの死後、ケジメをつけるために単身ハリーの元へ乗り込むが返り討ちにあい死亡し、ハリーによってオーグマン化され、自我を失った巨大なオーグマンとなってグレイヴに襲い掛かる。ファイナルデモリッションショットではボブを倒したミサイルとベアを倒したロケットランチャーで倒される。グレイヴに負けた後はエイリアンヘッドの餌食となった。
浅葱 マリア（あさぎ マリア）
声 - 井上喜久子
ブランドンが愛した女性。養父が凶弾に倒れ、その親友であった浅葱（ビッグダディ）に引き取られる。ブランドンとは互いに恋心を抱いていたが、ブランドンやビッグダディの心情を汲み取り、やがてビッグダディの妻となり娘のミカを授かる。ブランドンがハリーに殺された事を知ると、単身復讐に向かおうとするもビッグダディに諭され、この際にブランドンが生きていた事を知らされる（正確にはネクロライズの件は伏せて、旅に出たと告げられた）。以降は田舎にて娘のミカ、ビッグダディの執事だったトキオカの三人で平穏に暮らしていたが、ミレニオンの襲撃に際してミカをブランドンの元へ向かわせ、自身は刺客と戦って命を落とす、戒名『ブランドン・マリア』。
アニメ版では当初は大学生であり、街でチンピラに絡まれていた所をハリーとブランドンに助けられたことが出会いのきっかけとなった。
Dr.T / トキオカ
声 - 清川元夢
ネクロライズ研究の第一人者で、兄はビッグダディの執事。道義に外れた人生を過したことを後悔し、本名のトキオカを捨てて「T」と名乗る。研究欲と暴力に抗うことが出来ず、とある組織（アニメ版ではライトニング）に拉致され、長年ネクロライズを研究していた。組織壊滅後もミレニオンにてハリーの命令で研究を続けさせられていた。ブランドン自身の依頼により、死亡直後の彼にネクロライズを施す。この事をきっかけに組織から抜け出すことを決意。以降は長年に渡り、スラム街に潜伏していた。グレイヴの身体の調整、デス・ホーラーの開発などでグレイヴをサポートするも、最期はミレニオンの襲撃で命を落とす。
アニメ版ではリーとの戦いでグレイヴの危機を救い、対スペリオール用特殊弾を渡して勝利に導くも、リーの攻撃で致命傷を負っており、グレイヴに最後の調整を施して息を引き取る。
エイリアンヘッド
その名の通り異星生命体であり、一作目のラストボス。オーグマン化したビッグダディを倒したグレイヴの前に突如現れ、ビッグダディを喰らった後に襲い掛かってくる。四つの目と頭部に巨大な口を持つ醜悪な顔だけの怪物で、額の辺りに小さな人型のエイリアンが同化している。作中ではこの存在についての説明は無いが、続編にて「シード」や「オーグマン」は異星文明の技術を用いたものであった事が明かされる。尚、エイリアンヘッドとのラストバトルでファイナルデモリッションショットを使用すると、それまでのファイナルデモリッションショット4種類が全部放たれる。
アニメ版ではオーグマンはネクロライズ計画の延長の産物とされている為、登場しない。

### アニメ版の人物
シェリー・ウォーケン / シェリー・マクドゥエル
声 - 根谷美智子
ベア・ウォーケンが妻亡き後、男手一つで育ててきた愛娘。ミレニオンのパーティでハリーと出会い、恋に落ちる。最初は計算から彼女に近づいたハリーであったがその愛情は本物であった。その後、ベア公認の仲となり結婚するもアニメ終盤にてハリーの命を狙う刺客の凶弾に倒れ死亡する。ゲームでは『O.D.』に登場する。
ネイサン、ケニー、ジョリス
声 - 三宅健太、大畑伸太郎、加瀬康之
ブランドンとハリーがスラム街で共に過ごしたチンピラ仲間。ネイサンは軽い性格のタフガイ、ケニーは手癖の悪いお調子者、ジョリスは気の優しいコック。かつてはジョリスの経営する飲食店に集まり、団欒するのがブランドンたちの日常であった。しかし、黒社会の抗争に巻き込まれ3人とも殺されてしまう。
ジェスター
声 - 秋元羊介
マリアの養父。嘗て自分が手に掛けた夫婦の娘であるマリアを引き取り、育ててきた。それ故にマリアの幸せのみを願っており、彼女がブランドン達チンピラに関わる事を快く思わない。追われる身となったブランドンに「マリアの為を思うなら街を出て生き延びろ」と、現金とピストルを渡すが、その場に現れたラッドに殺害されてしまう。ビッグダディとは旧知の仲。
ディード
声 - 古田信幸
ブランドン達と対立していた一派のリーダー。いつもブランドン達に負けていたが、ラッドの帰還によって形勢が逆転。自身がトドメを刺すべくブランドン達の元へ現れるも、ジェスターに銃を撃ち落とされて逃走する。ラッドの死後、ハリーに射殺された。ハリーが殺した初めての人間である。
ラッド
声 - 中田譲治
ディードの兄。「狂犬ラッド」の通り名を持ち、チンピラ間で恐れられていた。しばらく姿を消していたがライトニングの構成員となって地元に戻り、ブランドン達に負け放しである弟の尻拭いの為にジョリスの店を襲撃し、一人留守番をしていたジョリスを殺害。組織の命令でトキオカの拉致を実行した後にライトニングを脱退し、ジェスター、ネイサン、ケニーと次々と手に掛けたが、最期はベア・ウォーケンに射殺される。
ウィッジ、ゲーリー
声 - 宝亀克寿、花輪英司
闇賭博の運営や取立てなどを行うミレニオンの末端組織員で組織に加入した直後のブランドンの一時的な上司たちであった。ウィッジは年老いた病床の母の世話をしながら暮らしている（後に死去したが、ブランドンの口利きで良い病院に入院し、安らかな最期を迎えた）。ブランドンが出世してからも友好関係は続いており、ブランドンの口利きもあって人員も増えて、仕事の負担も減り、母の介護に時間をとれるようになったこともあってブランドンには感謝していた。後にグレイヴとなったブランドンと再会。面喰いながらも事情を知った事で以前と変わらぬファミリーとして接し、ミカを匿ってほしいと言うグレイヴの頼みを承諾する。ミカからも「お爺さんが二人できたみたい」と言われるが、その直後にリーの襲撃に遭い、二人とも抵抗も空しく惨殺される。
シド・ガラルデ
声 - 大木民夫
ミレニオンの幹部で「ファミリー」の一員。ベア・ウォーケンとは若い頃に抗争を繰り広げたが、今では無二の親友となっている。後に息子のエディ（声 - 室園丈裕）が功を焦るあまり、ベアの客人を殺害してしまう。組織の鉄の掟を破ってエディを逃がすという組織への裏切りを行うが、ビッグダディやベアの知るところとなり、ベアは親友のシドを粛清することが出来ず、最期はブランドンによって射殺された。組織よりも家族を優先したシドは、後のベアの末路を暗示させるもので、グレイヴとの決闘前にもシドを思い出していた。
ビスコー、ノートン
声 - 中嶋聡彦、仲木隆司
ミレニオンの古参幹部。暴力で服従させる現組織の支配体制には否定的だが、ハリーの工作によって家族の命を握られるなどされ、従わざるを得なかった。グレイヴの活躍で四天王が倒された後は対オーグマン用武器を開発させ、クーデターを起こしてハリーを追放する。ミレニオンの所為で大切な人々を失ったミカにも、運悪く抗争の渦中に居ただけと謝罪する事はなかったが、ビッグダディへの恩義から最後はミカをグレイヴの元へ送り届けた。
執事トキオカ
声 - 宝亀克寿
ビッグダディの執事で、Dr.トキオカの兄。ビッグダディに後を託され、ダディ亡き後はマリアとミカの世話をしていた。武術の心得もある。ミレニオンの襲撃の際にミカを連れて弟とブランドンの元へ車を走らせるも、襲ってきたオーグマンからミカを逃がす為に盾となり、死亡する。
ラグナ・グロッグ
声 - 大森章督
Dr.トキオカと共にネクロライズの研究をしていた科学者。ネクロライズ研究所が壊滅した後にハリーに進言してオーグマンやスペリオールの研究をする。オーグマンの研究所をグレイブに襲撃され、オーグマンがグレイヴに全く歯が立たない＝自分がトキオカに劣っていると認識し、絶叫。崩れ行く研究所に巻き込まれ死亡した。
ランディ
声 - 中田和宏
ミレニオンの幹部で、ビッグダディに認められた「ファミリー」の一員。
常に丁寧な口調で喋り、ベア曰く彼以上にダディに尽くしていたとのこと。ビッグダディがマリアを引き取りに彼女の自宅に向かった際に同行し、その帰り道で墓地を通りかかった際に偶然チンピラに絡まれていたブランドンとハリーを救出、組織入りを志願するハリーに仕事を与えた。
その後、ハリーは見事に言われたとおりに仕事をこなしたため、彼とブランドンを組織のメンバーとして迎え入れた。
組織内でも比較的高い地位にあるらしく、幹部たちの間でもリーダー的立場にある。ブランドンとハリーにとっては、自分たちを組織に紹介してくれた恩師とも呼べる存在であり、特にハリーに対しては、彼をファミリーの会食に招待するなど期待を寄せていた。
だが、やがて野心に目覚めたハリーに裏切られ、自身の口座に莫大な金を振り込まれて銃器密輸の濡れ衣を着せられた挙句、「ハリー・マクドゥエルを裏切った」として九頭文治の手によって殺された。既婚者で、死後は彼の妻が精神を病んだ様子が描かれている。
ブラッド・ウォー
声 - 田中正彦
山脈の向こうの組織「ボルケーノ」の一員で「戦場のブラッド」の異名を取る。
過去に327人の人間を殺害した罪で投獄されていたが、8年間の懲役を終えて出所。友人のカノン・バルカンと再会し、彼からネクロライズの成果を見せられる。その後、23人の部下と共にボルケーノを抜け、自らの手で彼らを殺害し、Dr.トキオカにネクロライズ化させる。
その後、ライトニングの動向を見張っていた文治とブランドンの前に姿を現し、街中に仕掛けておいた爆弾を爆発させて「開戦」を宣言する。
次に姿を現したのはライトニングの領土（シマ）で、ネクロライズ相手に苦戦していたブランドンと文治を捕らえ、ブランドンにビッグ・ダディの首を持ってくるように要求。港の倉庫でブランドンを待ち構えていたが、彼が約束を破った（自分をコケにした）と見るや否や、ネクロライズ軍団と共に襲いかかり、ブランドンを圧倒。遅れてやってきた文治をもあしらうが、ネクロライズのタイムリミットが来てしまい、動揺した隙にブランドンに打たれて瀕死の状態に陥ったが、倉庫の外で密かに持っていたネクロライズ化するための薬を飲んで自殺。直後ネクロライズとなり、ブランドンと文治、さらには駆けつけたハリーとリーをも追い詰めるが、ベア・ウォーケンのオーバーキルズによって蜂の巣にされた後、自身の銃でブランドンの手によってトドメを刺される。
カノン・バルカン
声 - 宮下タケル
ミレニオンの傘下組織である「ライトニング」のボス。ブラッド・ウォーとは、かつて共に戦場で死線を潜り抜けてきた戦友である。8年前に彼が投獄された後、ネクロライズの研究を開始。長い年月をかけて成功させた。その後、出所後のブラッドに協力を持ちかけ、彼の部下をトキオカにネクロライズさせる。実は、バラッド・バード・リーの実の兄であり、彼をスパイとしてミレニオンに送り込んだ張本人である。また、リーによると、彼らの父親を殺害したのはカノンらしい。世界中を戦場にするという狂った野望を持ち、そのためにネクロライズを完成させたと言うが、ハリーに感化されたリーに裏切られ、「くだらない」と一蹴された挙句、最後はハリーの銃弾に倒れる。その後、薄れゆく意識の中で、自分達の戦場に満足しながら死亡。

### ガングレイヴO.D.の人物
屍 十二（かばね じゅうじ） / 九頭 十二（くがしら じゅうじ）
声 - 平田広明
『O.D.』にて登場する盲目のガンブレード使い。ツギハギのコートを着ており、嗅覚にてシードの位置を感知する。態度や言葉遣いはかなり悪い。朽葉流忍術の使い手でもあり、九頭文治の弟でもある。ガリーノによって生体実験を受け、開発途中のシードを打ち込まれたが、特殊な呼吸法を使用することでオーグマン化するのを防いでいる。それ以来、ガリーノに復讐することを目的に死線を渡り歩いていた。
デモリッションショットは他の二人と違い、武器が変形して行うのではなく朽葉流忍術を駆使して行う。
RB（ロケットビリー・レッドキャデラック）
声 - 大塚芳忠
エレキギターに憑依した赤いライダースーツの男の霊。通称RB。なぜ死に、ギターに憑依しているのか、その経緯は明かされていない。性格は陽気で女性に優しい。別に軽薄という訳ではなく、最高の女性は祖母だと思っている。攻撃方法はエレキギターから発する電撃。ゴミ捨て場に放置されていたRBのギターを屍が拾い、行動を共にしている。幽霊である為、身体に攻撃は当たらず、本体であるギターそのものにダメージを受けると幽体であるRBもダメージを受ける。
スパイク・ヒュービー
声 - 高山みなみ
シードの気配を察知する道具や、グレイヴの新しい棺桶を製作するなど技術面をサポートする少年。シードのアンプルを持ちミカの前に現れ、保護される。少々生意気な性格であるため、彼の臭いを嫌う屍とは衝突が絶えない。
実はガリーノのクローンであり、その五感はガリーノと繋がっておりガリーノ側からは自由に動かす事ができるのだが、スパイク自身はその事を知らない。
ゼル・コンドルブレイブ
声 - 銀河万丈
ドン・コルシオネに雇われている対死人戦闘におけるスペシャリスト。彼が率いる傭兵部隊は対死人戦で勝利した経験があり、これまでで4体の死人を破壊している。
契約している間は忠実に従うが、グレイヴ達に敗れた後はそのままどこかに去っていった。
ファンゴラム
声 - 永野広一
黒いコートに青い体をした、ネクロライズのプロトタイプ。ケルベロス・シリーズ最大最強を誇る「センターヘッド」を軽々と扱う。グレイヴには仲間を破壊された恨みがある（アニメ版15話で倒されなかった最後の一体がファンゴラムである）。
ドン・コルシオネ
声 - 大場真人
コルシオネ・ファミリーのボス。ガリーノを養子にし、シードの力を使って組織を急発展させた。マフィアとは思えない戦力を有している。グレイヴ達の標的だったが実際にはガリーノに利用されていた。
最終的にガリーノに裏切られ、シードを打ち込まれてスペリオール化し下半身が3本の剣のような状態となり、飛行機上でグレイヴ達と戦う事になる。
ガリーノ・クレアーレ・コルシオネ
声 - 池田秀一
『O.D.』のラストボス。ドン・コルシオネの養子であり、右腕の天才科学者。冷徹で、ある者と取引をし、強大な力と野心を秘めている。
膨大な知識と『星を渡る船』を手に入れ、それをある者との報酬として受け取る代わりにシードを地球上にばら撒いた。だが、報酬を受け取った後は蔓延しているシードを根絶する為に「カウンターシード」の研究もしていた事もあり、真意は最後まで不明だった。

## 専門用語
ネクロライズ計画
死者を復活させ、不死身の兵士とする技術。アニメ版では四種類存在し、ライトニングが使用した第一シリーズはわずか一週間しか活動できない。第二シリーズは血液を定期的に交換することで半永久的に活動でき、グレイヴはこれにあたる。死人ではなく、生者に施してできるのがオーグマン。オーグマンのプロセスで、素体のスペックが高いとスペリオールとなる。ネクロライズのそれぞれのタイプには、特殊な対専用弾が存在する。『O.D.』の最終決戦時に通常の能力を超えた覚醒という状態になり、グレイヴは全身から熱気の様なものを纏い、屍は背中の炎が通常の赤い炎から青白い炎へと変化した。
オーグマン
「シード」という強化薬物を使用した者を指す。通常の人間よりも再生力・身体能力が格段に強化され、体を様々な武器に変化させられる。アニメ版ではネクロライズ計画の延長にある。
ゲーム版では、ネクロライズ計画の延長ではなく、宇宙人の技術を用いたものであることが『O.D.』で明らかになる。
スペリオール
素体のスペックが高いと生まれる特異なオーグマン。単に再生力や身体機能が高いだけでなく、それ以上の特殊能力を会得する。普段はその容姿も変わることなく活動可能で、必要時に本人の意思で変異する事が可能で、知能と理性も保たれる。ゲーム版とアニメではスペリオール後の姿が異なる。
シード
「異世界からの訪問者」たちがガリーノに与えた知識であり、正確には生命体であると考えられ、液体を人体に投与することで麻薬のような効果を、生物を投与する事でオーグマン化する効果を発揮する。
デス・ホーラー
グレイヴの両腕の鎖に固定されている、武装が大量に搭載された棺桶。黒を基調とした本体に独特の十字架と化物の頭部が表に装飾されている。武装は重機関銃、ロケットランチャー、四発のミサイルなど。バイクのように稼働する機関部まで搭載されている。
『O.D.』ではスパイクにより新しく改良されており、デザインも髑髏がついた白と赤を中心とした物に変わっている。武装はバスターランチャー、ロケット砲、マイクロミサイル、それぞれライトヘッドとレフトヘッドを起動キーとした巨大なケルベロスとなるレールガンを搭載。
どちらの棺桶も内部にライトヘッドとレフトヘッドを格納可能。装甲も重厚なため、盾としても使用可能。
アニメでは重機関銃とロケットランチャーのみだが、余り使用されなかった。ベアとの戦いで破壊される。
ケルベロス
グレイヴとファンゴラムが持つ大型銃の名称であり総称，正式名称は「ケルベロスシリーズ」。
｢死人兵士｣専用の武器として、ミレニオンの技術者たちの手によって製作されたが、あまりの威力に普通の死人兵士では使用できなかった。
ライトヘッド、レフトヘッド
グレイヴの愛銃。口径は15mm、全長約60cm、重量が通常ではあり得ない程あり、常人には扱えない。ライトヘッドは十字架が赤・右手用で、レフトヘッドは十字架が白銀・左手用。
マガジンはグリップ内ではなく、銃身の下に位置している事がアニメで判明した。制作者によるとゲーム版では「装填弾数は10億発」との事だが、10億発撃っても弾切れにはならない。
センターヘッド
ファンゴラムが持つ巨大な銃。全長が2m近くあり、弾丸の口径は30mm近くあり、直撃したグレイヴに対して致命傷を負わせた。前述のケルベロスの一種であり、その巨大さからファンゴラム以外には扱えない。
旋風・疾風
屍十二の使うガンブレード。ハンドガンに刀を取り付けた形をしており、銃弾一発の威力はそれなりだが連射性は高く、近接戦にも使える。刃が上についている方が旋風（つむじ）、下についている方が疾風（はやて）。他の2人の武器と違ってデモリッションショット時に変形しない。
BL20000V
ロケットビリー・レッドキャデラックの使うエレキギター。幽霊であるロケットビリーの本体であり、主に電流や音を操る武器となる。デモリッションショットの際は、他の二人と違い何もない空間からスピーカーやパーツを呼び出し、ギター下部に付いているオプションパーツが変形するなど、幽霊らしい変化をする。
メトセラ
この世界にシードをもたらした異星生命体。即ち、宇宙人である。『O.D.』までの作中では正式名称は明かされず、『カオスウォーズ』公式サイトのガリーノの説明文に書かれていただけだったが、『VR』で語られたことで正式に設定として組み込まれた。

## ゲームシステム
以下、ゲーム版『ガングレイヴ』に関する概要を記す（『O.D.』については後述）。

### 基本操作、概要
- 「フルブレイクガンアクション」の名の通り、敵である人やオーグマンに限らずテーブルやソファー、コンテナなどのオブジェクトに攻撃を加え破壊することができる。
- プレイヤーはグレイヴを操作する。基本攻撃は射撃と棺桶による近接攻撃。任意にロックオンすることで集中攻撃が可能。
- 射撃のみボタン連打でバーストモードと呼ばれる高速連射状態に変わり、複数のターゲットがある場合は自動かつランダムでそれらを狙う。長く押す事でチャージショットという強力な弾を撃つ事が出来る。
- 移動しながらジャンプすると、進行方向に飛び込む。同時に射撃が可能。
- 敵から攻撃を受けるとシールドゲージが減少し、シールドゲージがなくなると攻撃を受けるごとにライフゲージが減る。ライフゲージがなくなるとグレイヴが倒れゲームオーバーとなる。
- シールドゲージは一定時間攻撃を受けなければ回復する。
- 見栄ポーズと呼ばれるその場でカッコつけるポーズを取ることができ、この動作は評価にも関わる。
- 各ステージをクリアするとそのステージでの成績（敵の倒した数など）によって新しいデモリッションショット（後述）が使えるようになる。
- ゲームクリアの成績で、オプションに新たな項目が増えることがある。
- アートポイントと呼ばれる数値があり、プレイヤーが華麗に戦闘することで高ポイントになる（ただし戦闘時に数値を確認することができない）。

### デモリッションショット
- デモリッションショット（以下D.S.）と呼ばれる棺桶を使用した必殺技が使える。前方攻撃型と周囲一掃型があり、使用するにはD.S.のストックを消費する。
- 敵やオブジェクトに攻撃が当たるとビート（BEAT）と呼ばれる数値が増え、一定値になるとD.S.のゲージが増える。ゲージが満杯になるとストックが増え、D.S.が使用できる。ビートは、一定時間内に敵を撃破することで、カウントを続行させることも可能。
- 減ったライフゲージは、D.S.のストックを消費して回復することができる。同時にシールドゲージも即時回復する。
- ボス戦において、ボスのライフを一定量減らすとファイナルデモリッションショット（以下F.D.S.）が使用でき、使用するとトドメ演出のムービーが入り、ボスを倒すことができる（ただし、D.S.のストックが0のときは使用できない）。

### その他
- パッケージのジャケットはリバーシブル仕様になっており、裏面には表面のデザインをパロディ化したコミカルな絵が描かれている（原作者の内藤泰弘の代表作『トライガン』も単行本カバー裏の表紙に同様の演出がある）。

### O.D.での変更点
- グレイヴ以外にも一度クリアすればRB、屍を操作可能。
- ジャンプ時に近接攻撃ボタンで周囲の敵をひるませることができる。
- ガードして前方の攻撃を防げる。
- 強力な射撃や近接攻撃をコンボで使うことができる。
- 近接攻撃のバーストモードが使える。
- 敵のランチャー類の攻撃を近接攻撃で跳ね返すことができる。
- シールドゲージは攻撃、ジャンプ中も回復しない。
- ライフゲージはD.S.を使用することでのみ回復する。
- F.D.S.は特定のボス戦時に動画として再生され、プレイヤーが任意で使用することはできない。
- アートポイントが戦闘中にも確認でき、最大200ポイント獲得することができる。
- 一定条件を満たすとアートポイントを消費する隠し技を使用できる。
- ゲーム最終戦にビートを稼がなくてもD.S.のゲージが溜まるようになる。
- 原作者の内藤泰弘がとあるキャラクターの声優として参加している。
- パッケージのジャケットはリバーシブル仕様ではなくなった。

## テレビアニメ
- テレビ東京、テレビ大阪、テレビ愛知で放送。全26話。テレビ東京では2003年10月6日から2004年3月29日まで、毎週月曜 25時30分 - 26時00分に放送。
- アニメ版『トライガン』とは、原作、音楽家、脚本家、制作会社、放送局、詩のような予告編、インストゥルメンタルのOPという点が共通している。またトライガンに登場するトマという動物が本作にも登場している。
- 本作の脚本を担当した黒田洋介は次番組『MADLAX』も担当しており、本作に登場した「ユール」という貨幣単位がこちらにも登場している。
- 画面はビスタサイズ。
- 原作のゲームとは違ったアニメ版独自の設定やストーリー展開に変更されており、全26話のうち半数以上は過去編で占められている。

### スタッフ
- 原作 - 内藤泰弘、レッド・エンタテインメント
- 監督 - 都留稔幸
- 助監督 - 増原光幸
- キャラクター原案 - 内藤泰弘
- キャラクターデザイン - 筱雅律
- 総作画監督 - 筱雅律、CINDY H・YAMAUCHI
- メカニックデザイン原案 - 藤島康介
- メカニック・小物デザイン - 木村雅広
- 美術監督 - 上野秀行、清水友幸
- 色彩設計 - こしかわよしみ
- 撮影監督 - 白井久男
- 音楽 - 今堀恒雄
- 音響監督 - 本田保則
- プロデューサー - 北山茂、久保亨、後藤秀樹、諸澤昌男
- アニメーション制作 - マッドハウス
- 製作 - PROJECT GUNGRAVE

### 主題歌
オープニングテーマ「ファミリィ」
作曲・編曲 - 今堀恒雄
エンディングテーマ「茜色が燃えるとき」
作詞 - 小山周 / 作曲 - 松木泰二郎 / 編曲・演奏 - Scoobie Do

### 各話リスト
| 話数 | サブタイトル     | 脚本     | 絵コンテ                   | 演出              | 作画監督                                                | 放送日         |
| ---- | ---------------- | -------- | -------------------------- | ----------------- | ------------------------------------------------------- | -------------- |
| 1    | 黄昏の破壊者     | 黒田洋介 | 都留稔幸 佐藤雄三          | 荒木哲郎          | CINDY H・YAMAUCHI 菅野利之、菊池聡延 春日井浩之、北尾勝 | 2003年 10月6日 |
| 2    | YOUNG DOGS       | 黒田洋介 | 都留稔幸 増原光幸          | 増原光幸          | 高岡淳一、山田勝哉                                      | 10月13日       |
| 3    | RAIN             | 黒田洋介 | 松尾衡                     | 松尾衡            | 北野幸広                                                | 10月20日       |
| 4    | GO               | 黒田洋介 | 宮下新平                   | 吉本毅            | 青木真理子                                              | 10月27日       |
| 5    | MILLENNION       | 黒田洋介 | 金紀社                     | 太田雅彦          | 金紀社、小林理                                          | 11月3日        |
| 6    | BIG DADDY        | 黒田洋介 | 原博                       | 木村寛            | 飯飼一幸                                                | 11月10日       |
| 7    | 5 YEARS LATER    | 黒田洋介 | そーとめこーいちろう       | 増原光幸          | 菅野利之、菊池聡延                                      | 11月17日       |
| 8    | FAMILY           | 黒田洋介 | 太田雅彦                   | 荒木哲郎          | 高岡淳一、ふくだのりゆき                                | 11月24日       |
| 9    | DISPUTE          | 黒田洋介 | 松尾衡                     | 宮田亮            | 北野幸広                                                | 12月1日        |
| 10   | CONFLICT         | 黒田洋介 | 佐藤真二                   | 吉本毅            | 金紀社、小林理                                          | 12月8日        |
| 11   | HEAT             | 黒田洋介 | 西村聡                     | 土屋浩幸          | 青木真理子                                              | 12月15日       |
| 12   | KIND             | 黒田洋介 | 原博                       | 木村寛            | 飯飼一幸                                                | 12月22日       |
| 13   | BETRAYAL         | 黒田洋介 | 荒木哲郎                   | 荒木哲郎          | 日向正樹                                                | 12月27日       |
| 14   | DIE              | 黒田洋介 | 都留稔幸                   | 都留稔幸          | 菅野利之、菊池聡延                                      | 2004年 1月5日  |
| 15   | HARRY            | 黒田洋介 | 松尾衡                     | 松尾衡            | 北野幸広                                                | 1月12日        |
| 16   | LETTER           | 黒田洋介 | 太田雅彦                   | 土屋浩幸          | 青木真理子                                              | 1月19日        |
| 17   | MIKA             | 黒田洋介 | 原博                       | 木村寛            | 飯飼一幸、山本正文                                      | 1月26日        |
| 18   | GRAVE            | 黒田洋介 | 増原光幸 都留稔幸 佐藤雄三 | 増原光幸 荒木哲郎 | CINDY H・YAMAUCHI 菊池聡延、菅野利之 春日井浩之、北尾勝 | 2月2日         |
| 19   | SUPERIOR         | 黒田洋介 | 筱雅律                     | 吉本毅            | ふくだのりゆき 菅野利之、筱雅律                         | 2月9日         |
| 20   | BROTHER          | 黒田洋介 | 高岡淳一                   | 太田雅彦          | 日向正樹                                                | 2月16日        |
| 21   | DUTY             | 黒田洋介 | 松尾衡                     | 松尾衡            | 北野幸広                                                | 2月23日        |
| 22   | REMORSE          | 黒田洋介 | 太田雅彦                   | 土屋浩幸          | 青木真理子                                              | 3月1日         |
| 23   | DAUGHTER         | 黒田洋介 | 原博                       | 木村寛            | 飯飼一幸                                                | 3月8日         |
| 24   | LAST BULLET      | 黒田洋介 | 高岡淳一                   | 吉本毅            | ふくだのりゆき、高岡淳一                                | 3月15日        |
| 25   | THEN             | 黒田洋介 | 荒木哲郎                   | 荒木哲郎          | 日向正樹                                                | 3月22日        |
| 26   | 破壊者たちの黄昏 | 黒田洋介 | 都留稔幸                   | 増原光幸          | 筱雅律                                                  | 3月29日        |

### ゲーム
- GUNGRAVE
- GUNGRAVE VR COMPLETE EDITION
- GUNGRAVE G.O.R.E
- GUNGRAVE (@gungravegore) - X（旧Twitter）

### アニメ
- gungrave.com - ウェイバックマシン（2009年5月8日アーカイブ分）
- Gungrave - マッドハウス

| テレビ東京 月曜25:30枠                      | テレビ東京 月曜25:30枠                         | テレビ東京 月曜25:30枠                  |
| 前番組                                      | 番組名                                         | 次番組                                  |
| ------------------------------------------- | ---------------------------------------------- | --------------------------------------- |
| LAST EXILE （2003年4月7日 - 2003年9月29日） | ガングレイヴ （2003年10月6日 - 2004年3月29日） | MADLAX （2004年4月5日 - 2004年9月27日） |